# 和艦科技

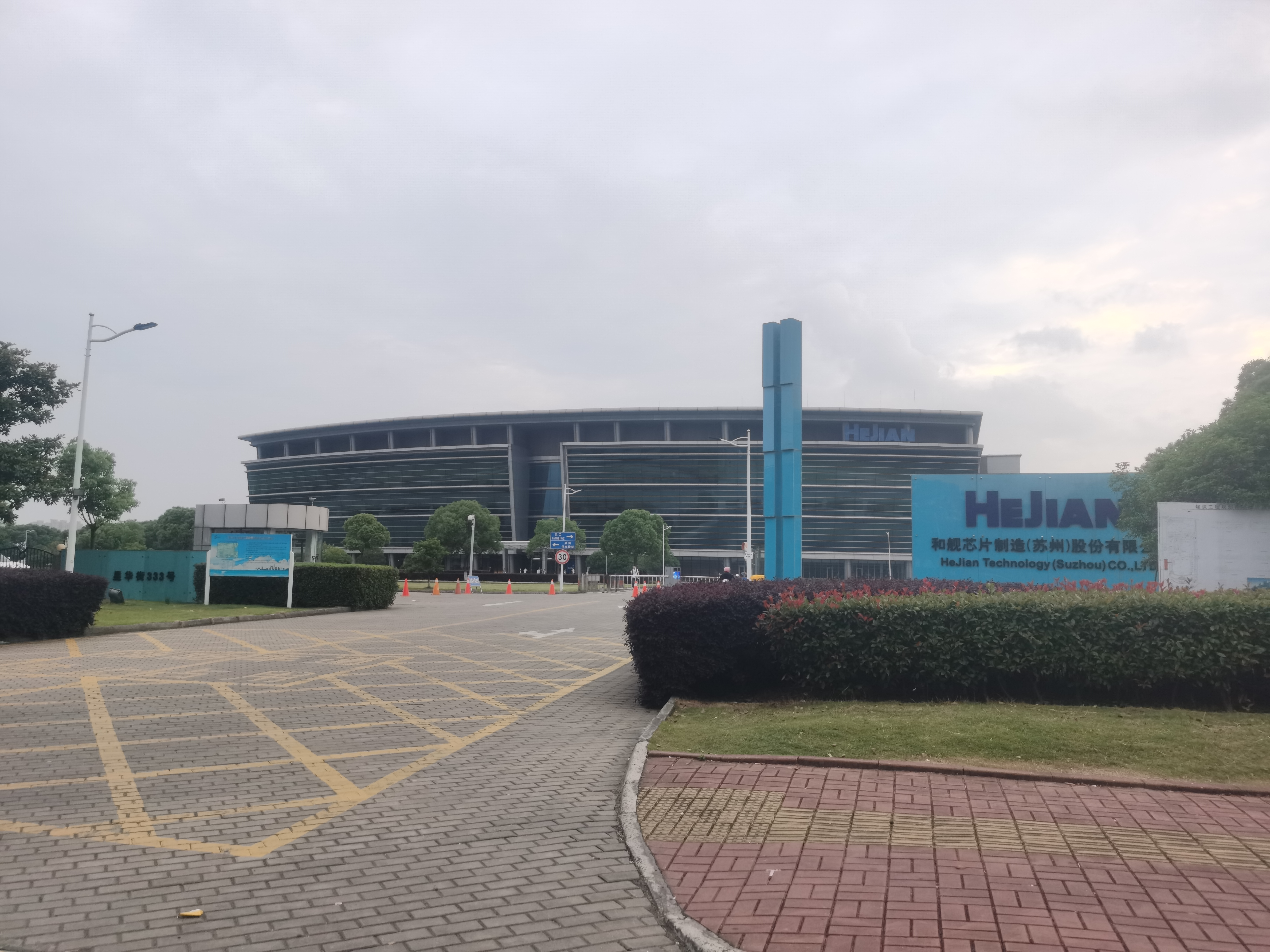
和舰科技东门

和舰芯片制造（苏州）股份有限公司是聯華電子子公司，也是中国大陸第二大半导体代工公司，仅次于中芯国际。

## 历史
和艦科技位于苏州工业园区，成立于2001年11月。2003年5月正式投产。2005年，和舰科技把和舰15%的股权赠与聯華電子。臺灣新竹地方檢察署在2006年對曹興誠等人以違反商業會計法、背信罪起訴。
2009年，联华电子以2.85亿美元收购和舰芯片85%股权。2010年，臺灣高等法院更審曹興誠等人無罪定讞。同年，行政院允許中華民國企業投資與併購中國大陸晶圓廠。2016年，联华电子收购和舰芯片的控股公司Best Elite International Limited剩余流通在外8.92％股权，此次收购完成后，联电百分之百持有和舰。

## 外部鏈接
- 和舰芯片 - HJTC（页面存档备份，存于）